# Río Campoalegre
Der Río Campoalegre ist ein Fluss in Zentralkolumbien in der Kaffeeanbauregion (Eje cafetero). Er entspringt auf dem schneebedeckten Nevado de Santa Isabel in den Zentralanden in 4600 m Höhe über dem Meeresspiegel. Mit einer Länge von 72 km fließt er in nordwestlicher Richtung durch die Departments Caldas und Risaralda. Nördlich der Quebrada La Habana und südlich von Arauca (Caldas) mündet der Río Campoalegre auf einer Höhe von 870 m in den Río Cauca. Der Bereich liegt an der Grenze zwischen den Gemeinden Chinchiná und Palestina.

## Geographie
Im Einzugsgebiet des Rìo Campoalegre lebten 2019 rund 920.000 Einwohner bei einer Gesamtfläche von 63.995 Hektar, wovon 78,69 % im Departement Risaralda (Gemeinden Dosquebradas, Marsella, Pereira und Santa Rosa de Cabal) und 21,31 % im Departement Caldas (Gemeinden Chinchiná, Palestina, Villamaría) lebten.

## Nutzung
Neben der Versorgung mit Trinkwasser vor allem für Chinchiná bzw. Santa Rosa de Cabal durch den größten Nebenfluss Río San Eugenio spielt der Fluss für den Kaffeeanbau eine wichtige Rolle. Die Kaffeeproduktion im Einzugsgebiet des Río Campoalegre ist die wichtigste landwirtschaftliche Aktivität im Einzugsgebiet. Die Gemeinden von POMCA (Planes de Ordenación y Manejo de Cuencas Hidrográficas – „Planungs- und Managementpläne für hydrografische Einzugsgebiete“) sind Teil der Kaffeelandschaft, die 2011 von der UNESCO zum Weltkulturerbe erklärt wurde. 52,23 % der Gesamtfläche des Einzugsgebiets fallen in diese Kategorie, die sich dadurch auszeichnet, dass sie ein Beispiel für die Anpassung an die geografischen Bedingungen des Kaffeeanbaus in Hang- und Bergregionen ist.
Zusätzlich werden aktuell im Einzugsgebiet des Río Campoalegre die Entwicklung kleiner Wasserkraftwerke (SHP) evaluiert. Dabei geht es um die unmittelbaren Auswirkungen unterhalb auf das Öko-System des Flusses.
Neben den regelmäßigen Auswirkungen der starken Niederschläge des Wetterphänomens El Niño macht sich in der Region zunehmend der Klimawandel bemerkbar.